# Kanton Soissons-Sud
Soissons-Sud is een voormalig kanton van het Franse departement Aisne. Het kanton maakte deel uit van het arrondissement Soissons. Het werd opgeheven bij decreet van 21 februari 2014, met uitwerking in maart 2015.

## Gemeenten
Het kanton Soissons-Sud omvatte de volgende gemeenten:
- Belleu
- Berzy-le-Sec
- Billy-sur-Aisne
- Courmelles
- Mercin-et-Vaux
- Missy-aux-Bois
- Noyant-et-Aconin
- Ploisy
- Septmonts
- Soissons (deels, hoofdplaats)
- Vauxbuin